# Smiley Burnette
Smiley Burnette, nato Lester Alvin Burnett (Summum, 18 marzo 1911 – Encino, 16 febbraio 1967), è stato un musicista e attore statunitense.

## Carriera
Burnette è stato un interprete di musica country e un attore in diversi film di genere western, all'interno dei quali svolgeva il ruolo di spalla, spesso al fianco di Gene Autry nel personaggio di Frog Millhouse.
Suonava molti strumenti all'interno dei film a cui prendeva parte, tra questi fisarmonica, chitarra, banjo e molti altri.
La sua carriera, cominciata nel 1934, si è protratta per circa quaranta anni e si è conclusa con la partecipazione alla serie televisiva Petticoat Junction negli anni '60.

## Filmografia parziale

### Cinema
- The Phantom Empire, regia di Otto Brower e B. Reeves Eason (1935)
- Red River Valley, regia di B. Reeves Eason (1936)
- Undersea Kingdom, regia di B. Reeves Eason e Joseph Kane (1936)
- The Big Show, regia di Mack V. Wright e Joseph Kane (1936)
- The Old Corral, regia di Joseph Kane (1936)
- A Man Betrayed, regia di John H. Auer (1936)
- Dick Tracy, regia di Alan James e Ray Taylor (1937)
- Boots and Saddles, regia di Joseph Kane (1937)
- Mischa il fachiro (Manhattan Merry-Go-Round), regia di Charles Reisner (1937)
- Rhythm of the Saddle, regia di George Sherman (1938)
- The Old Barn Dance, regia di Joseph Kane (1938)
- Under Western Stars, regia di Joseph Kane (1938)
- Billy the Kid Returns, regia di Joseph Kane (1938)
- Heart of the Golden West, regia di Joseph Kane (1942)
- Idaho, regia di Joseph Kane (1943)
- King of the Cowboys, regia di Joseph Kane (1943)
- Silver Spurs, regia di Joseph Kane (1943)
- Pride of the Plains, regia di Wallace Fox (1944)
- Roaring Rangers, regia di Ray Nazarro (1946)
- Gunning for Vengeance, regia di Ray Nazarro (1946)
- Galloping Thunder, regia di Ray Nazarro (1946)
- Two-Fisted Stranger, regia di Ray Nazarro (1946)
- The Desert Horseman, regia di Ray Nazarro (1946)
- Streets of Ghost Town, regia di Ray Nazarro (1950)
- The Kid from Broken Gun, regia di Fred F. Sears (1952)

### Televisione
- La fattoria dei giorni felici (Green Acres) – serie TV, 7 episodi (1965-1967)
- Petticoat Junction – serie TV, 107 episodi (1963-1967)